# Zofia Döllinger
Zofia Döllinger z domu Uniechowska, ps. „Pajączek”, „Wiera”, „Zbigniew” (ur. 27 czerwca 1909 w Wilnie, zm. 30 listopada 1993 w Warszawie) – dyplomowana pielęgniarka-położna, podczas II wojny światowej uczestniczyła w konspiracji AK.

## Życiorys
Zofia Döllinger była córką Janusza i Zofii z d. Jelskiej (zm. 1921), siostrą Antoniego Uniechowskiego i Karoli Uniechowskiej. Ukończyła żeńskie Gimnazjum Wiktorii Jędryczkowskiej w Warszawie, gdzie uzyskała tzw. „małą maturę”, następnie Warszawską Szkołę Pielęgniarstwa /kurs XI - dyplom otrzymała w 1928 roku/. Od 1928 roku uczęszczała także do Szkoły Położniczej im. Dr. Rejsa. Była instruktorką W.S.P. na Oddziale Położniczym w Szpitalu Klinicznym Dzieciątka Jezus w Warszawie. Po ukończeniu szkół pracowała jako przełożona w Zakładzie Neuropsychiatrycznym w Grodzisku Mazowieckim. Po wyjściu za mąż, pracowała w ośrodkach zdrowia w Brzesku i w Tarnowie. W latach 1938–1941 pracowała z ramienia Inspektoratu Pracy jako pielęgniarka na Stacji Opieki nad matką i dzieckiem oraz matkami ciężarnymi w Warszawie.
W lipcu 1941 roku wstąpiła na terenie Warszawy do sowieckiej wywiadowczej Samodzielnej Grupy Spadochronowej „Michał”, w której pełniła funkcję łączniczki i sanitariuszki ps. Wiera. Od 1 marca 1943 do 1 sierpnia 1944 roku była członkiem siatki więziennej AK na Pawiaku, w więzieniu kobiecym „Serbia”, w charakterze starszej strażniczki. Celem podjęcia się pracy w okupacyjnym więzieniu było m.in. wzmocnienie dróg łączności z siatką wewnętrzną, na której, po spacyfikowaniu męskiego personelu Pawiaka, spoczywał cały ciężar wywiadu w tym obiekcie. Działalność Zofii Dollinger na Pawiaku wymagała dużej odwagi, gdyż łączyła się ona z zagrożeniem życia, głównie ze strony okupanta. W czasie powstania warszawskiego była siostrą operacyjną szpitala powstańczego w Zgrupowaniu „Chrobry II” przy ul. Śliskiej 51, następnie w szpitalu w podziemiach PKO przy ul. Świętokrzyskiej. Po upadku powstania przeszła przez obóz w Pruszkowie, a następnie przebywała w Opocznie.
Po wojnie, w latach 1945–1946 pracowała jako przełożona sióstr w Ambulatorium Biura Odbudowy Stolicy w Warszawie, w latach 1946–1948 w Szpitalu Powiatowym w Kętrzynie. W 1950 roku, po przejściu gruźlicy płuc i dwuletnim leczeniu, przeszła na rentę inwalidzką. Dorabiała jako instruktorka kandydatek przygotowująca je do egzaminu państwowego w pielęgniarskiej Szkole Pomaturalnej przy ul. Nowogrodzkiej w Warszawie. 
W roku 1931 wyszła za mąż za Zygmunta Döllingera (1899–1949).
Zmarła w Warszawie 30 listopada 1993 roku i została pochowana na cmentarzu Powązkowskim (kwatera 52-2-10).

## Ordery i odznaczenia
- Order Krzyża Grunwaldu
- Krzyż Srebrny Orderu Wojennego Virtuti Militari nr 12 433 (1 lipca 1944)[4]
- Krzyż Kawalerski Orderu Odrodzenia Polski
- Krzyż Partyzancki
- Warszawski Krzyż Powstańczy
- Medal Zwycięstwa i Wolności 1945
- Złota Odznaka „Za zasługi w pracy penitencjarnej” (pośmiertnie, 12 listopada 1998)[5]